# Kamilo Firinger
Kamilo Firinger (Daruvar, 20. veljače 1893. – Osijek, 21. ožujka 1984.), hrvatski odvjetnik, arhivist, povjesničar te katolički kulturni i športski djelatnik. U siječnju 2023. proglašen je Pravednikom među narodima.

## Životopis
Rodio se u Daruvaru od oca Frana, ravnatelja darovarske pučke škole i majke Slavke Šegec, rođenjem Osječanke. U Daruvaru je proveo djetinjstvo i prve godine osnovne škole. Preselio je u Osijek kod strica, te je maturirao na Klasičnoj Velikoj gimnaziji. Sljedeće školske godine završio je topničku školu za pričuvne časnike u Zagrebu, i zatim upisao zagrebački Pravni fakultet. Studij mu je prekinuo Prvi svjetski rat. Bio je na srpskom, talijanskom, turskom i ruskom ratištu. Na potonjem je prešao Rusima i stupio u srpsku i poslije rusku vojsku. 1919. vratio se iz Rusije. Sudjelovao u borbama za oslobođenje Koruške. Bio je zapovjednikom slovenske 1. bitnice Topničkog puka u Celju, za što mu je dodijeljena Koruška spomenica. Djelatne vojne službe razriješen je 30. lipnja 1920. godine. Završio je studij prava. Dovršio ga je u Grazu i Zagrebu, i doktorirao pravo. K tome, studirao je jezike na zagrebačkom Filozofskom fakultetu: ruski, francuski, engleski i mađarski.
Od 1922. je u Osijeku. Do 1946. radio je kao odvjetnik. Jedno vrijeme radio u osječkome Gradskom muzeju. Od 1947. upravitelj ispostave zagrebačkoga Državnog arhiva u Osijeku. Zaslugom Kamila Firingera osnovan je Historijski arhiv. Bilo je to 1956. godine. Arhivu je bio ravnateljem do 1977., kad je otišao u mirovinu.
Pridonio kulturnom i društvenom životu, osobito arheološkom društvu Mursa.
Važan u športskom životu u Osijeku. Pionir slavonskoga planinarstva. Osnovao je PD Jankovac 1925., čijim je dugogodišnjim predsjednikom bio u dva mandata. Također zaslužan za utemeljenje Smučarskoga saveza kotara Osijek.
U siječnju 2023. Kamilo Firinger posmrtno je proglašen Pravednikom među narodima zbog spašavanja tročlane obitelji osječkih Židova u Drugom svjetskom ratu. Svečenost proglašenja održana je u Kulturnom centru u Osijeku uoči Međunarodnog dana sjećanja na holokaust, a priznanje Yad Vashema uručeno je Firingerovoj kćeri Veri Piletić.

## Djela
Pisao je rasprave i članke iz povijesti Osijeka i osječkoga kraja. Opus čini preko 400 radova. Suradnik brojnih hrvatskih časopisa i novina.

## Vanjske poveznice
- Telegram.hr – Hana Ivković Šimičić: »Dirljiva priča cijenjenog Osječanina o čovjeku koji je riskirao život da ga spasi od ustaša: “Možda više nikada nećeš vidjeti Dravu”«
- Glas Koncila – Promicatelj svehrvatskoga jedinstva : 20. veljače 1889. – rođen katolički intelektualac Kamilo Firinger